# Postini
Postini fue un servicio de seguridad de correo electrónico, mensajería instantánea y de la World Wide Web, propiedad de Google desde 2007. Proveía servicios de computación en nube para filtrar correo spam y malware (antes de la entrega al servidor de correo) del cliente final, ofrecía funcionalidad optativa de archivo de correo y protegía las redes del cliente del malware transmitido por la red.
Cerró operaciones en 2013 aunque se continuó ofreciendo soporte a los usuarios durante un año y medio después. El servicio fue reemplazado por los del entonces llamado Google Apps, ahora conocido como Google Workspace.